# Carine Bonnefoy
Pour les articles homonymes, voir Bonnefoy.
Carine Bonnefoy, née le 17 avril 1974 à Toulon, est une pianiste de jazz, compositrice, arrangeuse musicale, chef d'orchestre et pédagogue française.

## Biographie
Carine Bonnefoy commence l'étude du piano à sept ans à l'école cantonale de musique et de danse de Solliès-Toucas dans le Var sous l'enseignement d'Yvan Belmondo et Élisabeth Couette ; puis elle y étudie le saxophone à l'âge de 13 ans avec Lionel Belmondo.

### Études et enseignement
En 1992, Carine Bonnefoy s'installe à Paris et poursuit des études à l'université Paris-Sorbonne en musicologie et lettres modernes. Elle poursuit ses études au conservatoire national supérieur de musique et de danse de Paris de 1995 à 1998, où elle obtient un diplôme de formation supérieur et un Premier prix du département des musiques improvisées. 
Elle fait un doctorat de « Musique - Recherche et pratique » (CNSMDP et université Paris-Sorbonne) avec une thèse soutenue en 2017 sous le titre Le jazz symphonique : harmonie et spatialité, dirigée par Jean-Marc Chouvel.
Depuis 2003, elle enseigne l'écriture jazz (composition, arrangement, orchestration) et encadre les ateliers jazz 3e cycle et cycle spécialisé au département jazz du conservatoire à rayonnement départemental de Cachan qu'elle coordonne. Elle enseigne également l'écriture jazz au Centre des musiques Didier Lockwood (CMDL), au conservatoire à rayonnement communal du 13e arrondissement de Paris (CMA13) - PSPBB (Pôle Supérieur Paris-Boulogne Billancourt) et au CNSMDP en formation supérieure des métiers du son (FSMS).

### Parcours musical
En 1998, elle part en tournée en Australie, en Polynésie, en Europe (festivals de Düsseldorf, Milan, Palerme, Paris, Beyrouth). Elle enregistre avec Bob Mintzer, réalise des projets d’écriture et de concerts au CNSM de Paris (1996/1998) avec Joe Lovano, Walt Weiskopf, Kenny Wheeler. En 1999, elle fait une tournée européenne avec le Swinging Europe Orchestra.
On l’a vue se produire aux côtés de personnalités telles que Sara Lazarus, Didier Lockwood, Henri Texier, Kenny Wheeler, Michel Portal, Essiet O. Essiet, et dans de grandes formations comme le big-band de François Laudet (tournée avec la chanteuse Robin McKelle), le Nine Spirit de Raphaël Imbert, le Pepper Pills Big Band.
En 2000, elle fonde son premier quintet avec Stéphane Belmondo, Denis Leloup, Gilles Naturel et Manhu Roche, avec qui elle enregistre son premier album : Something To Change. Elle enseigne l'arrangement à l'IACP (ancien « Institut Art Culture Perception » à Paris), et le piano-jazz à l'école de musique municipale de Montrouge et de Sarcelles jusqu'en 2003.
Ses origines tahitiennes la poussent à s’intéresser à d’autres courants musicaux, qu'elle travaille notamment avec des musiciens et percussionnistes africains et antillais comme Gino Sitson, Serge Marne, Éric Vinceno, et Cheikh Tidiane Fall.
Elle est sollicitée par divers ensembles pour ses qualités d’arrangeur. En novembre 2004, à la Maison de Radio France, elle compose et arrange Outre-Terres avec l'orchestre symphonique de la radio néerlandaise, le Metropole Orchestra (nl), dirigé par Vince Mendoza (en). En 2005 elle orchestre la musique originale de Ludovic Bource et dirige le Metropole Orkest pour le film OSS 117 : Le Caire, nid d'espions.
Elle reçoit en 2007 une commande de cent minutes de musique originale pour le big-band de la WDR (radio publique allemande) qu’elle dirigera pour une série de concerts en Allemagne. Elle arrange et orchestre deux pièces concertantes pour hautbois avec l'orchestre national d'Île-de-France, sur des compositions originales de Jean-Luc Fillon.
En 2008, Carine Bonnefoy forme à nouveau son quintet (Stéphane Belmondo (tp), Denis Leloup (tb), Gilles Naturel (b), André Charlier (d)), et lance un nouveau projet avec Benoît Sourisse (p)] et André Charlier, Claude Égea (tp), Damien Verherve (tb).
En 2015, elle crée Trombonissime, compositions et direction d'orchestre de l'orchestre philharmonique de Strasbourg.

## Distinctions
- 2005 : sélection aux Djangodor pour l'album en quintet Something To Change
- 2007 : Djangodor - Prix SACEM de la création pour l'album Outre-terres
- 2009 : l'album Regência: Vince Mendoza (en) reçoit le Latin Grammy Awards dans la catégorie Best MPB (Musica Popular Brasileira) Album, et est nommé dans la catégorie du meilleur album de l'année (Latin Grammy Award for Album of the Year). Le titre Arlequim Desconhecido dont elle a écrit l'arrangement est sélectionné dans la catégorie Enregistrement de l'année (Latin Grammy Award for Record of the Year).

## Discographie
- 2004 : Something To Change, Cristal Records, Abeille (fff Télérama, 4 étoiles Jazzman)
- 2007 : Outre-Terres / Overlands (feat. The Metropole Orchestra conducted by Vince Mendoza), Cristal Records, Abeille
- 2010 : Tribal - New Large Ensemble, Etcetera NOW!, Codaex (ffff Télérama)
- 2015 : The Hiding Place, Label Gaia - Trio avec Julie Saury et Felipe Cabrera
- 2018 : Today is Tomorrow - Music for Large Ensemble (MusicBoxPublishing)

En tant que sideman et/ou arrangeuse :
- 2001 : Méditation dans un cratère, Nine Spirit de Raphaël Imbert
- 2005 : DJ Killers, Pepper Pills Big Band
- 2006 : Midnight Rendez-vous, Yves Carini (Nocturne)
- 2008 : E.C.H.O.E.S, Christophe Leloil Sextet (Ajmi Series)
- 2010 : Inner Dance, Laura Littardi
- 2013 : Line 4, Christophe Leloil